# Копетдазьке водосховище
38°15′00″ пн. ш. 57°52′00″ сх. д. / 38.25° пн. ш. 57.866666666667° сх. д.
Копетдазьке водосховище — водосховище у Туркменістані в Ахалському велаяті. Ємність понад 220 млн м³. Площа — 33 км².

## Опис
Копетдазьке водосховище побудовано в кінці третьої черги Каракумського каналу від міста Теджена до Геок-Тепе, що прокладено уздовж передгір'їв Копетдага завдовжки 300 км. Розташоване на північний захід від міста Геок-Тепе. Під чашу водосховища відводилося 6087 га землі. На значному протязі уздовж каналу проходить шосе М37. Має значні (7-9 м) коливання рівня.
Відіграє важливу роль для сільського господарства. Його водами зрошується 215,8 тисяч гектарів землі. Мінералізація вод в 1987 році становила 0,7 — 1 г/літр.
Перший рік наповнення — 1973. Закінчення четвертого етапу будівництва і вихід на проектну потужність було здійснено в 1986 році.

## Фауна
У водосховищі мешкає 32 види риб.. У перші роки домінували чехонь, плотва, судак, жерех і лящ, також амурський бичок та востробрюшка.